# Kornelija Utevska-Gligorovska
Kornelija Utevska-Gligorovska (mazedonisch Корнелија Утевска Глигоровска; * 28. Dezember 1973 in Skopje) ist eine nordmazedonische Diplomatin.

## Leben
Kornelija Utevska wurde als Tochter einer deutschen Mutter, Barbara Utevska, und eines mazedonischen Vaters, Simeon Utevski, im damaligen Jugoslawien geboren. Die Eltern hatten sich beim Studium an der Martin-Luther-Universität Halle-Wittenberg in der DDR kennen gelernt. Kornelija Utevska wuchs zweisprachig auf und besuchte in Skopje Kindergarten und Grundschule. Regelmäßige Besuche führten sie zu ihrer Großmutter nach Halle (Saale). Sie absolvierte dann in Skopje die Josip Broz Tito Mittelschule, wo sie 1992 ihr Abitur ablegte. Sie studierte von 1992 bis 1996 Philologie an der Universität Skopje. Hauptfach war deutsche Sprache und Literatur, Nebenfach Englisch. Da sie sich zeitweise in Deutschland aufhielt, absolvierte sie Teile des Studiums als Fernstudium. In der Zeit von 1997 bis 1999 arbeitete sie als Botschaftssekretärin in der mazedonischen Botschaft in Deutschland in Bonn. Außerdem arbeitete sie von 1998 bis 2002 als Redakteurin für die Deutsche Welle in Köln. 
Von 2000 bis 2003 absolvierte sie ein Magisterstudium in Europäischer Integration und Kommunikation. Auch in dieser Zeit hielt sie sich häufig in Deutschland auf. 2006 wurde sie Leiterin des Ministerkabinetts unter dem mazedonischen Außenminister Antonio Milošoski.
Im Oktober 2010 ging sie als mazedonische Botschafterin in Deutschland nach Berlin. Sie begleitete den Besuch des deutschen Außenministers Guido Westerwelle in Mazedonien im Jahr 2013. Zu ihren Aufgaben als Botschafterin gehörte auch die Betreuung des in Deutschland inhaftierten vom Internationalen Strafgerichtshof verurteilten Johan Tarčulovski. Ihr Amt versah sie bis zum 30. August 2014. Sie ging dann zurück an das mazedonische Außenministerium in Skopje. 

## Familie und Persönliches
Sie heiratete 1998 Eftim Gligorovski. Aus der Ehe ging 2004 ein Sohn und 2009 eine Tochter hervor. 